# Vancouver WCT 1972
Il Vancouver WCT 1972 è stato un torneo di tennis. È stata la 2ª edizione del Vancouver WCT, che fa parte del World Championship Tennis 1972. Si è giocato a Vancouver in Canada, dal 15 al 22 ottobre 1972.

## Campioni

### Singolare
John Newcombe ha battuto in finale  Marty Riessen con il punteggio di 6–7 7–6 7–6 7–5

### Doppio
John Newcombe /  Fred Stolle hanno battuto in finale   Cliff Drysdale /  Allan Stone con il punteggio di 7–6, 6–0